# Perlesta baumanni
Perlesta baumanni és una espècie d'insecte plecòpter pertanyent a la família dels pèrlids.

## Distribució geogràfica
Es troba a Nord-amèrica: Arkansas i Oklahoma.